# Tenuipalpidae

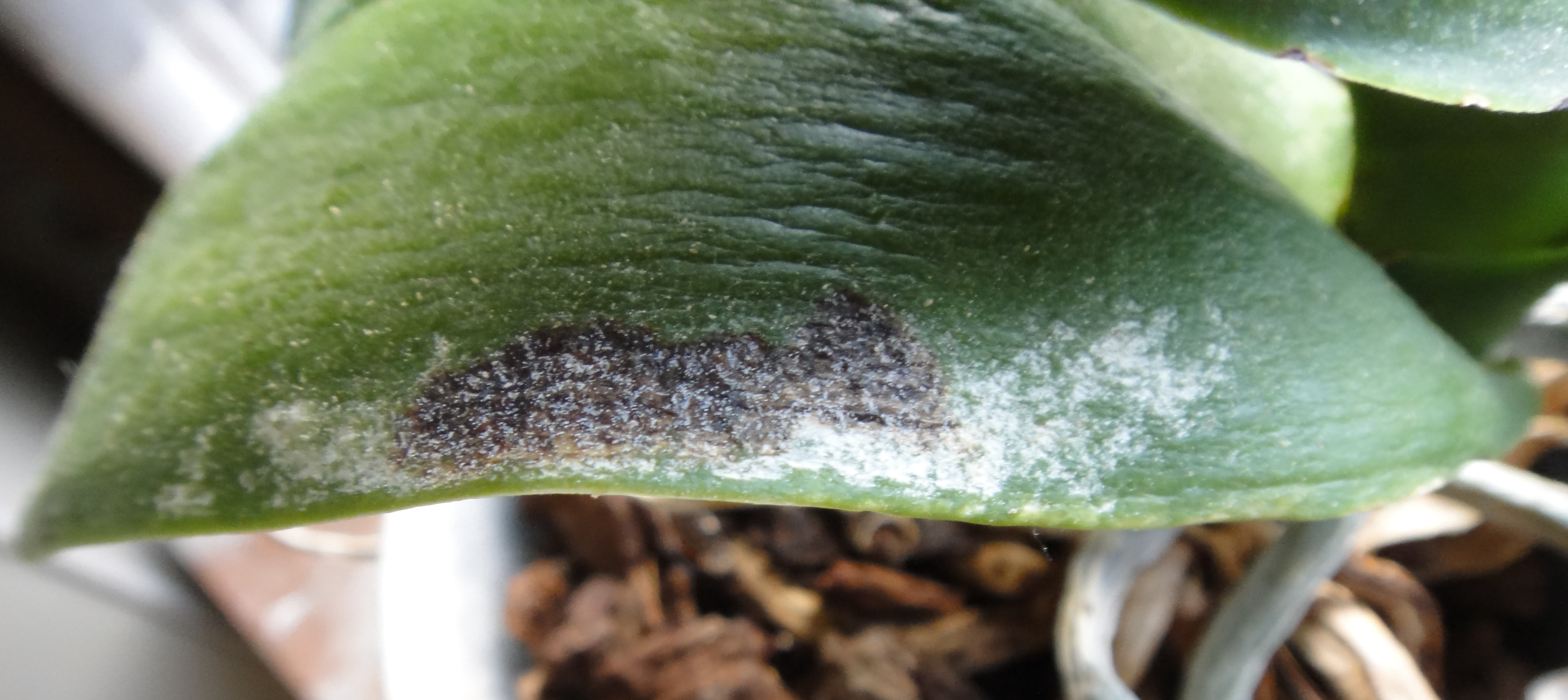
Blattschaden an Orchidee ausgelöst durch Milbenbefall

Die Milben in der Familie der Tenuipalpidae, bekannt als Falsche Spinnmilben, Unechte Spinnmilben oder Orchideenmilben, sind grün bis rötlich gefärbt, befallen u. a. Orchideen und sind zwischen 0,25 und 0,3 mm klein.
Die Familie umfasst 30 Gattungen mit 815 Arten.
In der Encyclopedia of Life (EOL) sind 37 Gattungen gelistet.
Das von der US-Regierung finanzierte National Center for Biotechnology Information (NCBI) erlaubt sieben Gattungen.

## Eigenschaften
Die Milben haben einen ovalen Körper, wobei vorne vier Beine zu sehen sind. Am Abdomen stehen die Beinpaare seitlich unter dem Körper hervor.
Sie sind so klein, dass auch Milben mit rötlicher Färbung bei einer Prüfung mit bloßem Auge nicht auffallen.
Wie der Name schon andeutet, bilden sie keine Gespinste aus. Die ausgesaugten Blattzellen schillern in der ersten Zeit weißlich. Bewegungen der Milben sind kaum bemerkbar. Dennoch sind sie mobil und weiten den Befall sukzessive aus. Sie schädigen diverse Pflanzenteile, wobei sie geschützte Stellen an Blättern bevorzugen. Die Ausbreitung der Milben fällt häufig erst auf, wenn die älteren Blätter befallen sind, die dann schnell fahlgrau oder bläulichgrau auf der Oberfläche werden. Der Prozess des Vertrocknens hat begonnen.
Wo die Milben gehäuft auftreten, erscheinen zuerst größere weißliche Flächen ausgesaugter Zellen, die sich dann schwarz verfärben. Letztendlich vertrocknen die Blätter nach und nach und fallen ab.
Sie teilen sich den Lebensraum mit anderen Milbenarten, z. B. den farblos durchsichtigen Milben gleicher Größe aus der Familie der Tarsonemidae (Fadenfußmilben), auch Weichhautmilben genannt.

## Bekämpfung
Eine niederschwellige Bekämpfung erfolgt über Mittel gegen saugende Insekten.
Bei größeren Populationen werden die Falschen Spinnmilben mit Akariziden bekämpft, die Abamectin, Spirodiclofen oder Tebufenpyrad enthalten.
Die Mittel werden abwechselnd verwendet, um Resistenzen vorzubeugen.
Die Pflanzen werden dazu mit der Flüssigkeit bepinselt oder eingesprüht.
Die Eier der Milben bleiben dabei intakt, wodurch die Behandlung nach ca. 2 bis 3 Wochen, bei einer Art erst nach 2 bis 3 Monaten, erneut vorgenommen werden muss.

## Ausbreitung
Im Norden und Nordwesten Mexikos sind 71 Falsche Spinnmilbenarten aus fünf Gattungen bekannt.

## Gattungen nach Encyclopedia of Life (EOL)
- Acaricis
- Aegyptobia (auch nach NCBI)
- Afronychus
- Amblypalpus
- Australopalpus
- Brevipalpus (auch nach NCBI)
- Brevipus
- Capedulia
- Cenopalpus (auch nach NCBI)
- Chaudhripalpus
- Coleacarus
- Crossipalpus
- Cyperacarus
- Dolichotetranychus (auch nach NCBI)
- Dolichtetranychus
- Gahniacarus
- Krugeria
- Larvacarus (auch nach NCBI)
- Macfarlaniella
- Magdalenapalpus
- Obdulia
- Obuloides
- Pentamerismus
- Philippipalpus
- Phyllotetranychus
- Phytoptipalpus
- Priscapalpus
- Prolixus
- Pseudoleptus
- Raoiella (auch nach NCBI)
- Raoiellana
- Raviella
- Tegopalpus
- Tenuilichus
- Tenuipalpus (auch nach NCBI)
- Terminalichus
- Ultratenuipalpus
- Urigersonus[3]